# William Paley
William Paley (14. červenec 1743, Peterborough – 25. květen 1805, Lincoln) byl anglický filozof, představitel utilitarismu, anglikánský kněz.
Vystudoval na Giggleswick School a Christ’s College v Cambridgi. Absolvoval v roce 1763. V Cambridge zastával řadu významných univerzitních postů. Své přednášky shrnul v práci The Principles of Moral and Political Philosophy (1785). Svou křesťanskou apologetiku představil v knize A View of the Evidence of Christianity (1794). Avšak zdaleka nejslavnější se stala práce z roku 1802 nazvaná Natural Theology (která paradoxně silně ovlivnila Charlese Darwina).
Zde hájil boží existenci, mj. známou a hojně citovanou metaforou s hodinářem: „Když půjdu po polní cestě a najdu na ní krásné zlaté hodinky, možná nevím, komu patřily, ale jedna věc je jistá. Musí zde někde být hodinář, který je vytvořil. A když půjdu po stejné polní cestě a vidím kolem sebe květiny, stromy, ptáky, zvířata, i zde musí být hodinář, který je vytvořil.“